# Stoner comedy
Pour les articles homonymes, voir Stoner.
 (juillet 2024).
Si vous disposez d'ouvrages ou d'articles de référence ou si vous connaissez des sites web de qualité traitant du thème abordé ici, merci de compléter l'article en donnant les références utiles à sa vérifiabilité et en les liant à la section « Notes et références ».

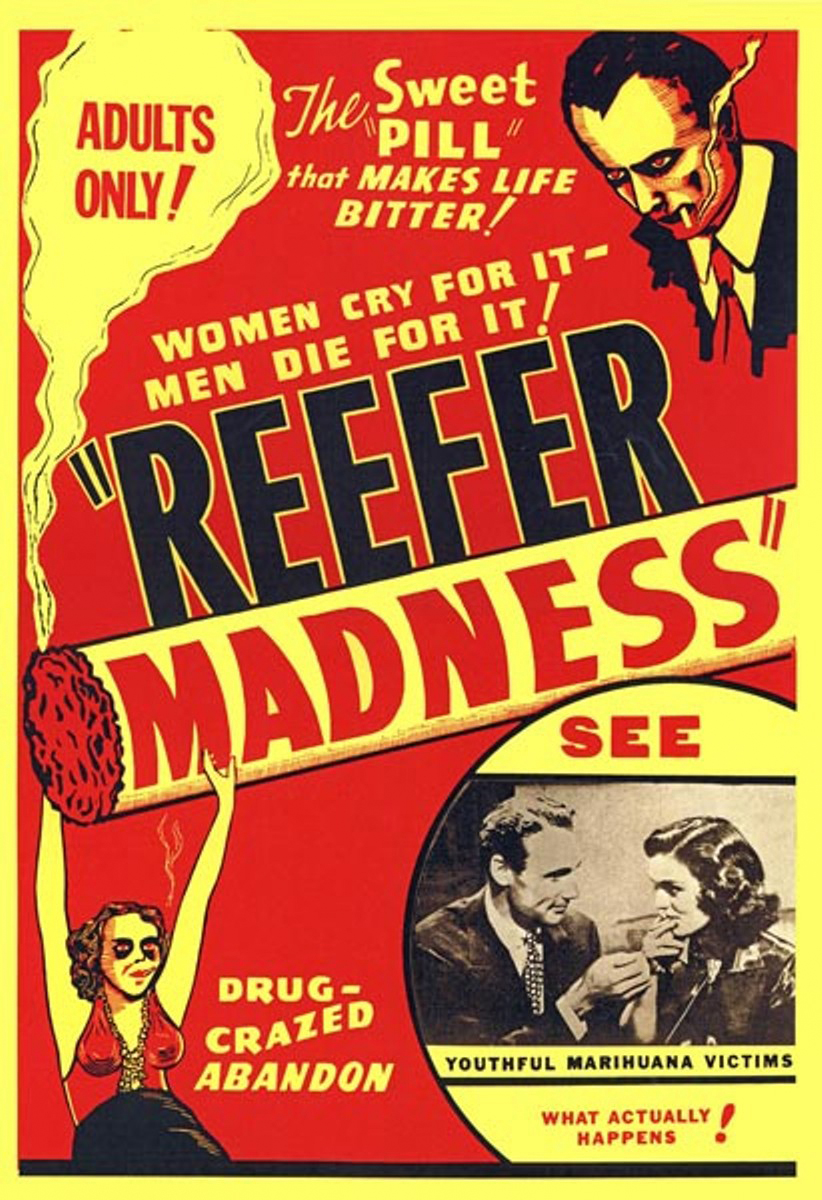
L'affiche originale du film Touchez pas à la chnouf (1937), vrai film de prévention contre le cannabis, si mauvais qu'il est désormais considéré comme un stoner film parodique.

Le stoner film est un genre cinématographique tournant autour de l'utilisation de cannabis. En général, ces films montrent la consommation de cannabis dans un mode comique et positif. Son usage est l'un des thèmes principaux et fait partie de l'intrigue.
Au Québec, on les appelle également des « films de potteux » (anglicisme issu de pot, familièrement « herbe »).

## Le genre «Stoner Film»
La série de films Cheech & Chong datant des années 1970 est archétypique du stoner film. Certains films historiques du genre comme Touchez pas à la chnouf (Reefer Madness) sont également devenus populaires parce que leur message anti-drogue fait que certains téléspectateurs modernes les considèrent comme les meilleurs films sur l'auto-parodie. High Times Magazine parraine régulièrement des Prix Stony récompensant les meilleurs stoner films et séries télévisées. Beaucoup de ces films ne correspondent pas stricto sensu à la catégorie des « films stoner » comme un sous-genre, mais font suffisamment référence au cannabis et à son usage pour être considérés comme tels par le périodique.

## Films notables
- 1937 : Touchez pas à la chnouf (Reefer Madness) de Louis J. Gasnier
- 1965 : Au secours ! (Help!) de Richard Lester
- 1967 : Le Voyage (The Trip) de Roger Corman
- 1969 : Easy Rider de Dennis Hopper
- 1972 : Fritz le chat (Fritz the Cat) de Ralph Bakshi
- 1978 : Faut trouver le joint (Up in Smoke) de Lou Adler
- 1982 : Countryman de Dickie Jobson
- 1982 : Ça chauffe au lycée Ridgemont (Fast Times at Ridgemont High) d'Amy Heckerling
- 1986 : Les Frères Pétard d'Hervé Palud
- 1993 : Génération rebelle (Dazed and Confused) de Richard Linklater
- 1995 : Friday de F. Gary Gray
- 1996 : Bio-Dome de Jason Bloom
- 1996 : Spoof Movie de Paris Barclay
- 1997 : Bongwater[réf. nécessaire] de Richard Sears
- 1998 : The Big Lebowski de Joel et Ethan Coen
- 1998 : Les Fumistes (Half Baked) de Tamra Davis
- 1998 : Las Vegas Parano (Fear and Loathing in Las Vegas) de Terry Gilliam
- 1999 : Human Traffic de Justin Kerrigan
- 1999 : La main qui tue (Idle Hands) de Rodman Flender
- 2000 : Eh mec ! Elle est où ma caisse ? (Dude, Where's My Car?) de Danny Leiner
- 2000 : Next Friday de Steve Carr
- 2001 : How High de Jesse Dylan
- 2001 : Allô pizza (Lammbock) de Christian Zübert
- 2001 : Jay et Bob contre-attaquent (Jay and Silent Bob Strike Back) de Kevin Smith
- 2001 : Super Troopers de Jay Chandrasekhar
- 2002 : Ali G de Mark Mylod
- 2003 : Rolling Kansas (en) de Thomas Haden Church
- 2003 : La Beuze de François Desagnat et Thomas Sorriaux
- 2003 : Les Clefs de bagnole de Laurent Baffie
- 2004 : Friday After Next de Marcus Raboy
- 2004 : Harold et Kumar chassent le burger (Harold and Kumar Go to White Castle) de Danny Leiner
- 2006 : Crazy Party (Grandma's Boy) de Nicholaus Goossen
- 2006 : Puff, Puff, Pass de Mekhi Phifer
- 2006 : Evil Bong de Charles Band
- 2007 : Smiley Face de Gregg Araki
- 2007 : Super High Me de Michael Blieden
- 2007 : En cloque, mode d'emploi (Knocked Up) de Judd Apatow
- 2008 : Harold et Kumar s'évadent de Guantanamo (Harold and Kumar Escape from Guantanamo Bay) de Jon Hurwitz et Hayden Schlossberg
- 2008 : Wackness (The Wackness) de Jonathan Levine
- 2008 : Délire Express (Pineapple Express) de David Gordon Green
- 2009 : Sex Pot d'Eric Forsberg
- 2010 : Mr. Nice de Bernard Rose
- 2010 : Date Limite (Due Date) de Todd Phillips
- 2011 : Escroc(s) en herbe (Leaves of Grass) de Tim Blake Nelson
- 2011 : Le Joyeux Noël d'Harold et Kumar (A Very Harold and Kumar 3D Christmas) de Todd Strauss-Schulson
- 2011 : Mac and Devin Go to High School de Dylan C. Brown
- 2012 : John Dies at the End de Don Coscarelli
- 2012 : Savages d'Oliver Stone
- 2013 : Paulette de Jérôme Enrico
- 2013 : Les Miller, une famille en herbe (We're the Millers) de Rawson Marshall Thurber